# 桂殿華
桂殿華（?—?），安徽省池州府石埭縣人，清朝政治人物、進士出身。
光緒二十四年（1898年），参加光緒戊戌科殿試，登進士二甲135名。同年五月，以主事分部学习。